# Giuseppe Olmo
Giuseppe Olmo (ur. 22 listopada 1911 w Celle Ligure, zm. 6 marca 1992 w Segrate) – włoski kolarz szosowy i torowy, złoty medalista olimpijski.

## Kariera
Największy sukces w karierze Giuseppe Olmo osiągnął w 1932 roku, kiedy wspólnie z Attilio Pavesim i Guglielmo Segato zwyciężył w drużynowej jeździe na czas podczas igrzysk olimpijskich w Los Angeles. Na tych samych igrzyskach Olmo zajął czwarte miejsce w rywalizacji indywidualnej, przegrywając walkę o brązowy medal ze Szwedem Bernhardem Britzem. Ponadto Olmo wygrał wyścig Mediolan-Turyn w 1932 roku, Mediolan-San Remo w latach 1935 i 1938 oraz Giro dell’Emilia w 1936 roku. Wygrał również 20 etapów różnych edycji Giro d’Italia, ale nigdy nie zwyciężył w klasyfikacji generalnej. Najlepsze wyniki w Wyścigu Dookoła Włoch osiągał w 1936 roku (2. miejsce), 1935 roku (3. miejsce) i 1934 roku (4. miejsce). Olmo ścigał się również na torze, ustanawiając między innymi kolarski rekord świata w jeździe godzinnej w 1935 roku wynikiem 45,067 km. Nigdy nie zdobył medalu na szosowych ani torowych mistrzostwach świata.